# Julià Fernández Ariza
Julià Fernández Ariza, conegut com a Juli Fernández, (19 de novembre del 1974) és un exfutbolista andorrà. Va ser internacional amb la selecció andorrana.
Amb el Futbol Club Santa Coloma d'Andorra va guanyar la Primera Divisió Andorrana i la Copa Andorrana diverses vegades. Va marcar el gol de consol per a Andorra a la classificació per a l'Eurocopa 2008 davant la selecció israeliana. Va fer història amb el FC Santa Coloma en marcar el gol de la victòria a l'únic partit guanyat per un club andorrà a les competicions europees. Va ser a la Copa de la UEFA davant el Maccabi Tel Aviv FC.